# صيف جوجل البرمجي

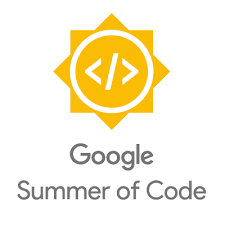
شعار برنامج صيف جوجل البرمجي

صيف جوجل البرمجي (بالإنجليزية: Google Summer of Code)‏ هو برنامج سنوي عالمي ودولي لنشر فلسفة المصادر المفتوحة، عقد لأول مرة في الفترة من مايو إلى أغسطس 2005 ، حيث تمنح جوجل مكافآت لجميع الطلاب الذين ينجزون بنجاح برمجة البرمجيات الحرة ومفتوحة المصدر خلال فصل الصيف. وهو برنامج مفتوح لطلاب الجامعات الذين تبلغ أعمارهم 18 عامًا أو أكثر.
جائت فكرة الصيف البرمجي من مؤسسي جوجل سيرغي برين ولاري بايج. تسلّم ليزلي هوثورن إدارة البرنامج من عام 2007 وحتى 2009 والذي شارك بالمشروع في عام 2006. ثم تسلّم كارول سميث إدارة البرنامج من عام 2010 وحتى 2015. في عام 2016، تولى ستيفاني تايلور إدارة البرنامج.

## وصلات خارجية
- الموقع الرسمي